# بئر المديني (سيئون)
'

تعديل مصدري - تعديل

بئر المديني هي إحدى قرى عزلة سيئون بمديرية سيئون التابعة لمحافظة حضرموت، بلغ تعداد سكانها 385 نسمة حسب تعداد اليمن لعام 2004.